# Neal Eardley
Neal James Eardley (ur. 6 listopada 1988 w Llandudno) – walijski piłkarz występujący na pozycji obrońcy. Zawodnik klubu Birmingham City.

## Kariera klubowa
Eardley zawodową karierę rozpoczynał w 2005 roku w angielskim klubie Oldham Athletic z League One. W tych rozgrywkach zadebiutował 6 maja 2006 roku w zremisowanym 1:1 pojedynku ze Scunthorpe United. Było to jednocześnie jedyne spotkanie rozegrane przez niego w sezonie 2005/2006. Od początku następnego stał się podstawowym graczem składu Oldham. 9 grudnia 2006 roku w przegranym 1:2 spotkaniu z Chesterfield strzelił pierwszego gola w League One. W sezonie 2008/2009 został wybrany do jedenastki sezonu League One.
W 2009 roku Eardley podpisał kontrakt z Blackpool z Championship. Pierwszy ligowy mecz zaliczył tam 18 sierpnia 2009 roku przeciwko Derby County (0:0). W 2010 roku awansował z zespołem do Premier League. W tych rozgrywkach zadebiutował 28 sierpnia 2010 roku w zremisowanym 2:2 pojedynku z Fulham. 6 listopada 2010 roku w zremisowanym 2:2 spotkaniu z Evertonem zdobył pierwszą bramkę w Premier League.

## Kariera reprezentacyjna
Eardley jest byłym reprezentantem Walii U-17, U-19 oraz U-21. W pierwszej reprezentacji Walii zadebiutował 22 sierpnia 2007 roku w wygranym 1:0 towarzyskim meczu z Bułgarią.